# Makroekonomi
Makroekonomi är den del av nationalekonomin som handlar om aggregerade storheter såsom nationalräkenskaper, inflation, konjunktursvängningar, arbetslöshet, tillväxt och deflation.

## Ursprung
Fram till 1930-talet skilde ekonomiska analytiker inte på individuella ekonomiska beteenden och aggregerade beteenden. I och med 1930-talets stora depression då hela den utvecklade världen led på samma gång, och då teorier om nationalinkomst och produktstatistik dök upp, började begreppet makroekonomi dyka upp. Speciellt inflytelserik var John Maynard Keynes som bland annat formulerade olika teorier för att försöka förklara den stora depressionen.
En av nationalekonomins utmaningar har varit kampen att förena makroekonomiska och mikroekonomiska modeller. I början av 1950-talet utvecklade makroekonomer mikrobaserade modeller på makroekonomiska beteenden, exempelvis konsumtionsfunktionen. Den nederländske ekonomen Jan Tinbergen utvecklade den första omfattande makroekonomiska modellen, först för Nederländerna och senare, efter andra världskriget, applicerade han den på USA och Storbritannien. Den första globala makroekonomiska modellen initierades av Lawrence Klein. Den var en av anledningarna till att han 1980 belönades med Sveriges Riksbanks pris i ekonomisk vetenskap till Alfred Nobels minne.
Teoretiker såsom Robert Lucas Jr. föreslog på 1970-talet att åtminstone några av de traditionella keynesianistiska makroekonomiska teorierna var tveksamma eftersom de inte baseras på att människor är individer. Dock har nykeynesianer presenterat mikroekonomiska modeller för att stötta sitt makroekonomiska teoretiserande. Några keynesianer har ifrågasatt idén om att mikroekonomisk grund är nödvändig om modellen ska vara analytiskt användbar.
En makroekonomisk modell bygger alltså på hur de aggregerade storheterna hänger samman och påverkar varandra. Vad händer med arbetslöshet, statsbudget och inflation när lönenivån i ett land stiger starkt. Detta kan vara en makroekonomisk frågeställning, för att nämna ett exempel.
Det finns många olika makroekonomiska tankeskolor som inte alltid direkt konkurrerar med varandra även om de ibland kommer fram till olika slutsatser. Makroekonomi är, som andra vetenskaper, ständigt föränderlig just eftersom den fortfarande är relativt ny. Målet inte är att ha rätt, utan att komma nära sanningen. Det är uppenbart att ingen av de nuvarande skolorna lyckats begripa ekonomins fullständiga funktion. Var och en bidrar dock till att lösa det stora pusslet. Det är också möjligt att kombinera de olika skolorna för att komma fram till kompletterande slutsatser.

## Se även

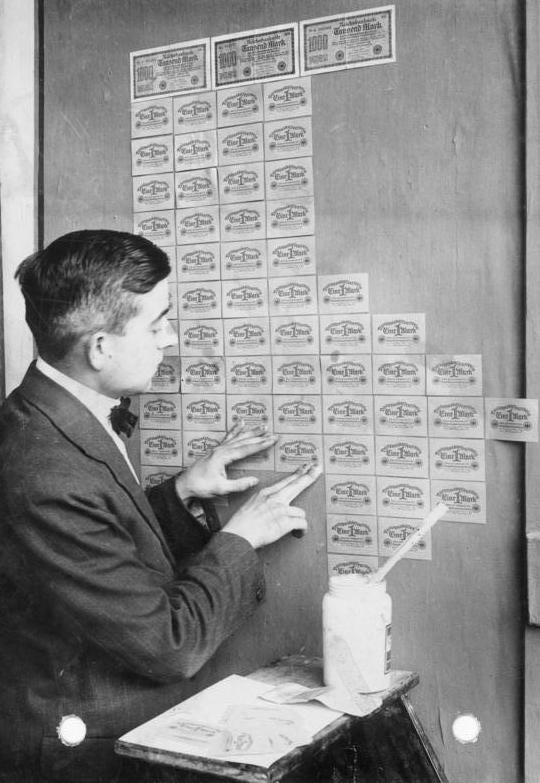
I Tyskland på 1920-talet trycktes så stort penningvärde i sedlar att sedlarna blev värdelösa, och började användas som tapeter. Denna hyperinflation är en välkänd makroekonomisk fallstudie för eftervärlden.